# Tele2 Mobile
Tele2 Mobile était un opérateur mobile virtuel, créé en 2005, filiale de Tele2 puis d'Omea Telecom à partir de 2009, louant le réseau Orange. Le premier téléphone mobile commercialisé par Tele2 Mobile lors du lancement sera le Nokia 2600. Il ne propose plus d'offre en France depuis le 13 décembre 2010.

## Historique
Les activités de téléphonie fixe et internet de Tele2 France, maison mère de Tele2, sont cédées le 18 juillet 2007 au numéro 2 français de la téléphonie mobile, SFR; mais l'activité mobile de Tele2 ne fait pas partie de cette transaction.
Le 15 octobre 2009, Omer Telecom (devenu par la suite Omea Telecom), maison mère de l'opérateur Virgin Mobile, annonce le rachat de cet opérateur à sa maison mère Tele2. 
Depuis le 13 décembre 2010, Télé 2 Mobile ne propose plus ses offres. Les clients sont peu à peu transférés vers l'offre de Virgin Mobile France.

### Slogans
- « Pourquoi continuer à téléphoner trop cher ? » (2005-2008)
- « Pourquoi payer plus ? » (2008-2010)

## Économie
À l'automne 2007, Tele2 Mobile se réclame premier opérateur virtuel de France, avec ses 450 000 clients revendiqués. À la date de sa cession en octobre 2009, elle en compte 385 000.